# Liste d'établissements d'enseignement supérieur à Nancy

## UFR
- Sciences et Technologies,
- Médecine,
- Pharmacie,
- Chirurgie-dentaire,
- Sport (STAPS).
- Connaissance de l'Homme
- Faculté de Droit, Sciences Economiques et Gestion
- Langues et Cultures Étrangères
- Lettres
- Mathématiques et Informatique
- Sciences du Langage
- Sciences Historiques et Géographiques, Musicologie

## IUT
- IUT Brabois : Institut universitaire de technologie de Nancy-Brabois
- IUT Charlemagne

## Écoles d'ingénieur
- CESI : Centre des études supérieures industrielles (Nancy)
- EEIGM : École européenne d'ingénieurs en génie des matériaux (Nancy)
- ENGREF : École nationale du génie rural, des eaux et des forêts
- ENSAIA : École nationale supérieure d'agronomie et des industries alimentaires (Vandœuvre-lès-Nancy)
- ENSEM : École nationale supérieure d'électricité et de mécanique (Vandœuvre-lès-Nancy)
- ENSG : École nationale supérieure de géologie (Vandœuvre-lès-Nancy)
- ENSGSI : École nationale supérieure en génie des systèmes et de l'innovation (Nancy)
- ENSIC : École nationale supérieure des industries chimiques (Nancy)
- ENSMN : École nationale supérieure des mines de Nancy (Nancy)
- ESSTIN : École supérieure des sciences et technologies de l'ingénieur de Nancy (Vandœuvre-lès-Nancy)
- TELECOM Nancy: Télécom Nancy (Villers-lès-Nancy)

## Écoles de management
- ICN : ICN Business School (Nancy)
- École universitaire de Management ISAM-IAE Nancy (Institut Supérieur d'Administration et de Management - Institut d'administration des entreprises)

## Écoles d'arts et médias
- IECA : Institut européen du cinéma et de l'audiovisuel (Nancy)
- ENSAN : École nationale supérieure d'art de Nancy (Nancy)
- ENSarchitecture de Nancy : École nationale supérieure d'architecture de Nancy (Nancy)
- Écoles de Condé (Nancy)

## Écoles administratives
- ENGREF : École nationale du génie rural, des eaux et des forêts (Nancy)
- ENACT : École nationale d'application des cadres territoriaux de Nancy (Nancy)
- IPAG : Institut de Préparation à l'Administration Générale

## Institut d'études politiques
- Campus franco allemand de Sciences Po Paris à Nancy (Nancy)

## Écoles en santé
- IFMK : Institut de formation en masso-kinésithérapie de Nancy (Nancy)
- ESP : École de santé publique de Nancy (Nancy)
- IFE : Institut de formation en ergothérapie de Nancy (Nancy)

## Autres
- EPITECH : École pour l'informatique et les nouvelles technologies